# Berthold Schnabel
Berthold Schnabel (* 22. Juli 1943) ist ein deutscher Regionalhistoriker.

## Leben
Schnabel war Fachleiter für Geschichte am Staatlichen Studienseminar für das Lehramt an Grund- und Hauptschulen in Rohrbach. Er wohnt in Deidesheim. Zusammen mit dem Koblenzer Realschullehrer Arno Höfer, dem Emmelshausener Realschullehrer Christof Pies und Helmut Heimbach (* 16. Dezember 1949), dem Leiter der Realschule Hamborn II, ist er Verfasser des Schulbuches Lebendige Vergangenheit. Die Rheinland-Pfälzische Bibliographie verzeichnet über 130 regionalgeschichtliche Veröffentlichungen von Schnabel.
In seiner Heimatstadt Deidesheim ist Schnabel in dem Verein „Heimatfreunde Deidesheim und Umgebung“ tätig; 1974 übernahm er dessen Vorsitz.

## Schriften
- Kunsthistorischer Führer durch die Verbandsgemeinde Deidesheim. Deidesheim 1976
- Geschichte der Protestantischen Kirchengemeinde Deidesheim. Neustadt 1991
- Erinnerungen an die jüdische Gemeinde von Deidesheim. Deidesheim 1991
- Die katholische Pfarrkirche St. Martin Niederkirchen und ihre Geschichte. Niederkirchen 1993
- Zur mittelalterlichen Geschichte jüdischer Gemeinden in der Vorderpfalz. Deidesheim 2001